# Pascal Pierre Duprat
Pascal Pierre Duprat (Hagetmau (Landes), 1815. március 24. – 1885. augusztus 17.) francia politikus és publicista.

## Életpályája
1839-ben a történelem tanára lett egy algíri gimnáziumban. 1844-es visszatérése után Párizsban több szociáldemokrata lapnak és a Revue indépendante-nak volt munkatársa. A februári forradalom után Lamennais társaságában elindította a Le peuple constituant napi-, és a La potitique du peuple című hetilapot. 
Az 1848-as alkotmányozó nemzetgyűlésen a mérsékelt köztársaságiakhoz tartozott. Az ő indítványára hirdették ki Párizsban 1848. június 24-én az ostromállapotot és ruházták föl Cavaignacot diktátori hatalommal. Az 1851. december 2-ai államcsíny éjjelén elfogták és 1853-ban Franciaországból száműzték. Eleinte Brüsszelben élt, ahol La libre recherche cím alatt irodalmi szemlét szerkesztett, később Lausanne-ba költözött akadémiai tanárnak és elindította a L'Économiste című folyóiratot.
III. Napóleon bukása után (1870 szeptember) visszatért hazájába és a nemzetgyűlésbe választatta magát, ahol a szélső balpárttal szavazott. Később új hetilapot indított (Le peuple souverain), melynek szerkesztéséről azonban már 1872 februárjában lemondott. Egyúttal azonban a Le nouveau Journal napilap szerkesztőségének lett tagja. 1876-tól 1881-ig a képviselőháznak volt tagja, azután pedig chilei követ volt. Chiléből való hazatérésekor halt meg a Niger fedélzetén.

## Művei
- Essai historique sur les races anciennes et modernes de l'Afrique septentrionale (Párizs, 1845)
- Timon et sa logique (uo. 1845)
- Les tables de proscription de Louis Bonaparte et ses complices (Lüttich, 1853, 3 kötet)
- Les encyclopédistes, leurs travaux, leurs doctrines et leur influence (Brüsszel, 1865)
- La conspiration contre les petits états en Europe (1867)
- Les révolutions (1870)
- Frédéric Bastiat (uj kiadás 1878)
- L'esprit des révolutions (1879, 2 kötet)